# Johnny Chan
Johnny Chan (chineză: 陳金海; n. 1957, Guangzhou, Republica Populară Chineză) este un jucător american de poker de origine chineză. Este deținătorul a 10 brățări⁠(d) de World Series of Poker⁠(d), câștigând finalele din 1987⁠(d) și 1988⁠(d).

## Viață timpurie
Chan s-a mutat cu familia sa în 1962 din Guangzhou în Hong Kong, apoi în 1968 în Phoenix, Arizona, iar în 1973 în Houston, Texas, unde familia sa a deținut restaurante. La vârsta de 21 de ani, Chan a abandonat Universitatea din Houston⁠(d), unde învăța managementul în domeniul hotelelor și restaurantelor, și a plecat în Las Vegas pentru a deveni un jucător profesionist de poker.

## Campionate de poker

### World Series of Poker
Chan a câștigat World Series of Poker⁠(d) (WSOP) în 1987⁠(d) și 1988⁠(d), devenind primul străin (non-american) câștigător al acestui campionat. Un fragment din înregistrarea finalei WSOP din 1988 a fost inclus în filmul Quintă Royală⁠(d), în care Chan a avut un rol cameo. A fost cât pe ce să ia al treilea titlu consecutiv, dar a pierdut în finala din 1989⁠(d) fiind învins de Phil Hellmuth⁠(d). Chan este ultimul jucător de poker care a câștigat două finale WSOP consecutiv. Jerry Buss⁠(d), avid jucător de poker și proprietar al clubului de baschet Los Angeles Lakers, i-a promis lui Chan că îi conferă un „NBA Championship ring⁠(d)” (titlu prestigios în baschetul american) dacă acesta reușește să câștige trei WSOP consecutiv.
În 2005⁠(d), Chan a devenit primul jucător deținător al zece brățări WSOP, după ce l-a învins pe Phil Laak⁠(d) în formatul Texas hold 'em. În prezent, după numărul de brățări Chan împarte locul 2 cu Doyle Brunson⁠(d) și Phil Ivey⁠(d), în spatele lui Phil Hellmuth⁠(d) cu 15 brățări. Chan a fost inclus în „Poker Hall of Fame⁠(d)” în 2002.
În 2008⁠(d), Chan a avut prima încasare la un „Main Event” după o pauză de 16 ani, obținând 32.166 dolari SUA și poziționându-se pe locul 329. Doi ani mai târziu, la World Series of Poker 2010⁠(d), a încasat 57.102 dolari SUA în „Main Event”, pe locul 156.
Către noiembrie 2018, Johnny Chan avea la activ 48 de încasări la WSOP, dintre care 28 prezențe la runda finală.

#### Brățări
| Ediție  | Format (denumirea originală în engleză)          | Câștig (dolari SUA) |
| ------- | ------------------------------------------------ | ------------------- |
| 1985⁠(d) | $1,000 Limit Hold'em                             | 171.000             |
| 1987⁠(d) | $10,000 No Limit Hold'em World Championship      | 625.000             |
| 1988⁠(d) | $10,000 No Limit Hold'em World Championship      | 700.000             |
| 1994⁠(d) | $1,500 Seven Card Stud                           | 135.600             |
| 1997⁠(d) | $5,000 Deuce to Seven Draw                       | 164.250             |
| 2000⁠(d) | $1,500 Pot Limit Omaha                           | 178.800             |
| 2002⁠(d) | $2,500 No Limit Hold'em Gold Bracelet Match Play | 34.000              |
| 2003⁠(d) | $5,000 No Limit Hold'em                          | 224.400             |
| 2003    | $5,000 Pot Limit Omaha                           | 158.100             |
| 2005⁠(d) | $2,500 Pot Limit Hold'em                         | 303.025             |

### Poker Superstars
Chan a participat la Poker Superstars Invitational Tournament⁠(d), versiunea $400.000, în februarie 2005. După ce s-a pomenit într-o situație de risc rămânând cu doar 20.000 jetoane din cele 3.200.000 în joc, a revenit și a ajuns pe locul 2, cedând lui Gus Hansen⁠(d). În vara aceluiași an, Chan a participat la Poker Superstars II, unde a depășit 22 de jucători, a ajuns în finală și l-a învins pe Todd Brunson⁠(d) în trei meciuri, luând premiul mare de 400.000 dolari SUA. Chan și-a făcut apariția și în Poker Superstars III, unde a ajuns în semifinale și a fost învins de același Todd Brunson, la fel după trei meciuri.

### Poker After Dark
La show-ul televizat Poker After Dark⁠(d) difuzat noaptea târziu de NBC, în care șase jucători plătesc 20.000 dolari SUA ca să joace, Johnny Chan a jucat de șase ori, devenind câștigător de patru ori. Cele patru apariții de succes au fost:
- „WSOP Champions” — difuzat la 15-20 ianuarie 2007 — l-a învins pe Chris Moneymaker⁠(d)
- „World Champions” — difuzat la 11-16 februarie 2008 — l-a învins pe Phil Hellmuth⁠(d)
- „International” — difuzat la 25 februarie - 1 martie 2008 — l-a învins pe Patrik Antonius⁠(d)
- „Dream Table III” — difuzat la 23-27 martie 2009 — a învins-o pe Jennifer Tilly⁠(d)

### Alte campionate
Chan a câștigat Cupa Americană de poker din 1981 găzduită de Bob Stupak⁠(d). Acesta i-a învins pe toți cei 9 adversari ai săi în mai puțin de o oră. Stupak a rămas impresionat, poreclindu-l pe Chan „The Orient Express”.
La World Poker Tour⁠(d) (WPT), Chan a avut cinci încasări și o singură prezență la runda finală.
În 2004 și 2005 a jucat la World Series of Poker Tournament of Champions⁠(d) și National Heads-Up Poker Championship⁠(d).
Către noiembrie 2018, încasările sale din participarea la campionatele de poker depășeau cifra de 8.700.000 dolari SUA.

## Alte activități
Johnny Chan deține o franciză de restaurante fast-food în hotelul Stratosphere Las Vegas⁠(d). El mai oferă și consultanță în cazinouri și dezvoltatorilor de jocuri.
A scris articole în revistele Card Player și Trader Monthly⁠(d). În 2005, a colaborat cu Mark Karowe și a lansat cartea Play Poker Like Johnny Chan (ISBN: 1-933074-48-5). La 28 noiembrie 2006, a lansat o continuare: Million Dollar Hold'em: Winning Big in Limit Cash Games (ISBN: 1-58042-200-4).
Și-a făcut apariția în sezoanele din 2006 și din 2011 ale concursului televizat High Stakes Poker⁠(d) difuzat de Game Show Network⁠(d). În 2007, a lansat un serviciu de poker online, ChanPokerOnline.com, care a fost închis în august 2008.

### Filmografie
Johnny Chan s-a jucat pe sine însuși în filmul american Quintă Royală⁠(d) din 1998. Într-o scenă, Chan este convins să renunțe la cărțile sale de o cacealma executată de personajul principal Mike McDermott (Matt Damon). Chan a mai jucat și în filmul Poker King⁠(d) din 2009, la fel într-un rol cameo.